# Великий Аксу
Великий Аксу́ (каз. Үлкен Ақсу) — село у складі Уйгурського району Алматинської області Казахстану. Адміністративний центр Аксуського сільського округу.
Населення — 3411 осіб (2021; 3534 у 2009, 3251 у 1999, 3447 у 1989).